# Iago (genre)
Pour les articles homonymes, voir Iago (homonymie).
Genre
Iago est un genre de requins.

## Liste des espèces
- Iago garricki (Fourmanoir et Rivaton), 1979 - Requin hâ à long nez
- Iago omanensis (Norman, 1939) - Requin-hâ à gros yeux
- Iago sp.A Non décrit
- Iago sp.B Non décrit